# São José do Rio Claro
São José do Rio Claro es un municipio brasilero del estado de Mato Grosso. Se localiza a una latitud 13º26'48" sur y a una longitud 56º43'17" oeste, estando a una altitud de 350 metros. Su población estimada en 2004 era de 13.916 habitantes.
Posee un área de 4970,67 km².